# ТЭФИ (премия, 2005)
ТЭ́ФИ — российская национальная телевизионная премия за высшие достижения в области телевизионных искусств. Учреждена фондом «Академия Российского Телевидения» 21 октября 1994 года. Премия должна была стать российским аналогом американской телевизионной премии «Эмми».
Для участия в конкурсе «ТЭФИ—2005» принимались работы, произведённые и впервые вышедшие в эфир на территории России в период с 1 июня 2004 года по 31 мая 2005 года.
Конкурс «ТЭФИ—2005» стал первым, когда официально все номинации были условно разделены на две категории — «Профессии» и «Лица».

## Церемония
Одиннадцатая церемония награждения проводилась в два этапа. Награждение победителей в номинациях категории «Профессии» состоялось 16 ноября 2005 года в Московском театре «Новая опера» имени Е. В. Колобова. 18 ноября 2005 года в Государственном центральном концертном зале «Россия» состоялось награждение победителей в номинациях категории «Лица». В качестве ведущих церемонии были приглашены Екатерина Андреева и Михаил Антонов, Тина Канделаки и Дмитрий Киселёв, Людмила Гурченко и Дмитрий Дибров. Телевизионная версия церемонии награждения в номинациях категории «Лица» была подготовлена и показана в эфире телеканалом «Россия».

## Победители и финалисты

### Категория «Профессии»
Победители указаны первыми и выделены отдельным цветом 
| Номинации                                               | Победители и финалисты                                                                                                 | Производитель                                                                          | Представляющая организация                        |
| ------------------------------------------------------- | --- | -------------------------------------------------------------------------------------- | ------------------------------------------------- |
| Информационно-аналитическая программа                   | «Вести недели» | ГТК «Телеканал „Россия“» — дирекция информационных программ                            | ГТК «Телеканал „Россия“»                          |
| Информационно-аналитическая программа                   | «Неделя с Марианной Максимовской»                                                                                      | ЗАО «Телекомпания РЕН ТВ»                                                              | ЗАО «Телекомпания РЕН ТВ»                         |
| Информационно-аналитическая программа                   | «Времена» | ОАО «Студия Фониной»                                                                   | ОАО «Первый канал»                                |
| Информационно-развлекательная программа                 | «Истории в деталях» | Продюсерская компания «Студия-ОКай», ЗАО «СТС», ЗАО «Прайвест Медиа»                   | ЗАО «СТС»                                         |
| Информационно-развлекательная программа                 | «Времечко» | ЗАО «АТВ — Продакшн»                                                                   | ЗАО «АТВ — Продакшн»                              |
| Информационно-развлекательная программа                 | «Доброе утро, Россия!»                                                                                                 | ГТК «Телеканал „Россия“» — дирекция главных продюсеров                                 | ГТК «Телеканал „Россия“»                          |
| Развлекательная программа                               | «Розыгрыш» | ООО «Ритм-ТВ»                                                                          | ОАО «Первый канал»                                |
| Развлекательная программа                               | «Квартирный вопрос» | ОАО «Телекомпания НТВ»                                                                 | ОАО «Телекомпания НТВ»                            |
| Развлекательная программа                               | «Пока все дома» | ООО «Телепроект „Класс!“»                                                              | ООО «Телепроект „Класс!“»                         |
| Музыкальная программа                                   | «Звёздный альбом Юрия Башмета. Джансуг Кахидзе» из цикла «Вокзал мечты»                                                | ООО «Классик ТВ Интернешнл»                                                            | ООО «Классик ТВ Интернешнл»                       |
| Музыкальная программа                                   | «Жизнь прекрасна» | ООО «Продюсерский центр „Игра-ТВ“»                                                     | ЗАО «СТС»                                         |
| Музыкальная программа                                   | «Фабрика звёзд — 5» | ЗАО «Телекомпания ВИD»                                                                 | ОАО «Первый канал»                                |
| Телевизионная игра                                      | «За семью печатями» | ООО «Телепроект „Класс!“» по заказу ГТРК «Культура»                                    | ГТРК «Культура»                                   |
| Телевизионная игра                                      | «Последний герой. Супер игра»                                                                                          | ЗАО «Телекомпания ВИD»                                                                 | ОАО «Первый канал»                                |
| Телевизионная игра                                      | «Что? Где? Когда?» | ООО «Продюсерский центр „Игра-ТВ“»                                                     | ООО «Продюсерский центр „Игра-ТВ“»                |
| Программа для детей                                     | «Английский для малышей»                                                                                               | ООО «Новая Компания Канал»                                                             | ООО «Новая Компания Канал»                        |
| Программа для детей                                     | «Ералаш» | ООО «Ералаш»                                                                           | ОАО «Первый канал»                                |
| Программа для детей                                     | «Без репетиций» | ООО «Телепроект „Класс!“»                                                              | ООО «Телепроект „Класс!“»                         |
| Программа о науке (цикл)                                | «Никола Тесла. Человек из будущего» из цикла «Гении и злодеи»                                                          | ООО «ТК „Цивилизация“»                                                                 | ООО «ТК „Цивилизация“»                            |
| Программа о науке (цикл)                                | «Летаргический сон» из цикла «Теория невероятности»                                                                    | Кинокомпания «Юнайтед Мультимедиа Проджектс»                                           | ОАО «Первый канал»                                |
| Программа о науке (цикл)                                | «Атланты. В поисках истины»                                                                                            | «Телекомпания „Студия — 49“» по заказу ГТРК «Культура»                                 | ГТРК «Культура»                                   |
| Программа об искусстве (цикл)                           | «Предлагаемые обстоятельства». Авторская программа Анатолия Смелянского                                                | ООО «Телекомпания „АБ — ТВ“» по заказу ГТРК «Культура»                                 | ГТРК «Культура»                                   |
| Программа об искусстве (цикл)                           | «Кино в деталях» | Кинокомпания «ФильмПро»                                                                | ЗАО «СТС»                                         |
| Программа об искусстве (цикл)                           | «Мастер и три Маргариты» из цикла «Гении и злодеи»                                                                     | ООО «ТК „Цивилизация“»                                                                 | ООО «ТК „Цивилизация“»                            |
| Программа об истории (цикл)                             | «Исторические хроники с Николаем Сванидзе. 1937 год. Дети террора»                                                     | ООО «Продюсерская фирма „Наш взгляд“»                                                  | ГТК «Телеканал „Россия“»                          |
| Программа об истории (цикл)                             | «По обе стороны Победы»                                                                                                | ЗАО «Телекомпания „РЕН ТВ“»                                                            | ЗАО «Телекомпания „РЕН ТВ“»                       |
| Программа об истории (цикл)                             | «Кто мы?» из цикла «Кровь на Русской равнине»                                                                          | ООО «Продюсерская фирма „Наш взгляд“» по заказу ГТРК «Культура»                        | ГТРК «Культура»                                   |
| Телевизионный документальный фильм                      | «Фрунзик Мкртчян. История одиночества»                                                                                 | Юнайтед Мультимедиа Проджектс                                                          | ГТК «Телеканал „Россия“»                          |
| Телевизионный документальный фильм                      | «А. Шнитке. Дух дышит, где хочет…»                                                                                     | АНО «Телекомпания „Вектор — Русь“» по заказу ГТРК «Культура»                           | ГТРК «Культура»                                   |
| Телевизионный документальный фильм                      | «Страсти по Марине» | Киновидеостудия «Риск»                                                                 | АНО «Интерньюс», киновидеостудия «Риск»           |
| Телевизионный документальный сериал                     | «Чеченский капкан». «Штурм»                                                                                            | ЗАО «Телекомпания „РЕН ТВ“»                                                            | ЗАО «Телекомпания „РЕН ТВ“»                       |
| Телевизионный документальный сериал                     | «Кремль-9». «Загадка убийства Кирова. Женский след»                                                                    | ЗАО «Телекомпания „Останкино“»                                                         | ЗАО «Телекомпания „Останкино“»                    |
| Телевизионный документальный сериал                     | «Убить Гитлера» | ООО «Караван — Арт»                                                                    | ГТК «Телеканал „Россия“»                          |
| Телевизионный дизайн                                    | Межпрограммное оформление телеканала «Культура». Сезон 2004—2005                                                       | ГТРК «Культура»                                                                        | ГТРК «Культура»                                   |
| Телевизионный дизайн                                    | Оформление НТВ. Сезон 2004—2005                                                                                        | ОАО «Телекомпания НТВ» — дирекция дизайна и промотирования                             | ОАО «Телекомпания НТВ»                            |
| Телевизионный дизайн                                    | Эфирное оформление телеканала «СТС» 2004—2005 гг.                                                                      | ЗАО «СТС»                                                                              | ЗАО «СТС»                                         |
| Эфирный промоушн канала                                 | «Видеопрезентация программ и акций телеканала „Культура“, посвящённых 60-летию Победы»                                 | ГТРК «Культура»                                                                        | ГТРК «Культура»                                   |
| Эфирный промоушн канала                                 | Анонс («Олимпиада 2004») «Быть Первым»                                                                                 | ОАО «Первый канал» — дирекция оформления эфира                                         | ОАО «Первый канал»                                |
| Эфирный промоушн канала                                 | Промокампания первого сезона сериала «Солдаты» на «РЕН ТВ»                                                             | ЗАО «Телекомпания „РЕН ТВ“»                                                            | ЗАО «Телекомпания „РЕН ТВ“»                       |
| Спортивный комментатор, ведущий спортивной программы    | Василий Уткин — «„Футбольный клуб“ с Василием Уткиным»                                                                 | ОАО «Телекомпания НТВ»                                                                 | ОАО «Телекомпания НТВ»                            |
| Спортивный комментатор, ведущий спортивной программы    | Дмитрий Губерниев — «XXVIII Летние Олимпийские игры. Репортаж о соревнованиях по академической гребле»                 | Общероссийский телевизионный канал «Спорт», ВГТРК                                      | Общероссийский телевизионный канал «Спорт», ВГТРК |
| Спортивный комментатор, ведущий спортивной программы    | Виктор Гусев — «Футбол. Отборочный матч Чемпионата мира 2006. Сборная Португалии — сборная России. 13 октября 2004 г.» | ОАО «Первый канал» — дирекция спортивного вещания                                      | ОАО «Первый канал»                                |
| Продюсер                                                | Александр Акопов, Александр Роднянский, Константин Наумочкин — «Моя прекрасная няня»                                   | ЗАО «Амедиа»                                                                           | ЗАО «СТС»                                         |
| Продюсер                                                | Николай Билык — «Исторические хроники с Николаем Сванидзе». «Мандельштам. 1934 год»                                    | ООО «Продюсерская фирма „Наш взгляд“»                                                  | ООО «Продюсерская фирма „Наш взгляд“»             |
| Продюсер                                                | Владимир Досталь — «Штрафбат»                                                                                          | ЗАО «Кинокомпания „МакДос“»                                                            | ЗАО «Кинокомпания „МакДос“»                       |
| Художник-постановщик                                    | Константин Мельников — «Гибель империи»                                                                                | ООО «Студия ТриТэ»                                                                     | ОАО «Первый канал»                                |
| Художник-постановщик                                    | Елена Китаева — Оформление студии телепрограммы «Тем временем»                                                         | ООО «Продюсерская компания „Центр телевизионного искусства“» по заказу ГТРК «Культура» | ГТРК «Культура»                                   |
| Художник-постановщик                                    | Семён Левин — «Конвой РQ-17»                                                                                           | ЗАО «Кинокомпания „ДомФильм“»                                                          | ЗАО «Кинокомпания „ДомФильм“»                     |
| Звукорежиссёр                                           | Наталия Плуталова, Георгий Лазарев — «Жизнь прекрасна»                                                                 | ООО «Продюсерский Центр „Игра-ТВ“»                                                     | ЗАО «СТС»                                         |
| Звукорежиссёр                                           | Владимир Савельев — «Открытый проект»                                                                                  | ОАО «ТВ Центр»                                                                         | ОАО «ТВ Центр»                                    |
| Звукорежиссёр                                           | Елена Романчева — «Романтика романса»                                                                                  | ГТРК «Культура»                                                                        | ГТРК «Культура»                                   |
| Сценарист телевизионного художественного фильма/сериала | Валентин Черных — «Брежнев»                                                                                            | ООО «Продюсерская компания „Слово“»                                                    | ООО «Продюсерская компания „Слово“»               |
| Сценарист телевизионного художественного фильма/сериала | Павел Финн — «Таиров»                                                                                                  | ЗАО «Талисман»                                                                         | ОАО «ТВ Центр»                                    |
| Сценарист телевизионного художественного фильма/сериала | Эдуард Володарский — «Штрафбат»                                                                                        | ЗАО «Кинокомпания „МакДос“»                                                            | ЗАО «Кинокомпания „МакДос“»                       |
| Сценарист телевизионного документального фильма/сериала | Лилия Боровская — «Российская история глазами детей»                                                                   | ООО «Студия СВС» по заказу ГТРК «Культура»                                             | ГТРК «Культура»                                   |
| Сценарист телевизионного документального фильма/сериала | Лев Лурье, Леонид Маляров — «Ленинградский фронт»                                                                      | ОАО «ТРК „Петербург“», г. Санкт-Петербург                                              | ОАО «ТРК „Петербург“», г. Санкт-Петербург         |
| Сценарист телевизионного документального фильма/сериала | Лилия Вьюгина — «Тайна Виленского гетто»                                                                               | ООО «Продюсерская фирма „Наш взгляд“»                                                  | ГТК «Телеканал „Россия“»                          |
| Сценарист телевизионной программы                       | Сергей Кушнерёв — «Жди меня»                                                                                           | ЗАО «Телекомпания ВИD»                                                                 | ОАО «Первый канал»                                |
| Сценарист телевизионной программы                       | Феликс Разумовский — «Кто мы?» из цикла «Кровь на Русской равнине»                                                     | ООО «Продюсерская фирма „Наш взгляд“» по заказу ГТРК «Культура»                        | ГТРК «Культура»                                   |
| Сценарист телевизионной программы                       | Гаянэ Амбарцумян — «К барьеру!»                                                                                        | ОАО «Телекомпания НТВ»                                                                 | ОАО «Телекомпания НТВ»                            |
| Режиссёр телевизионного художественного фильма/сериала  | Владимир Хотиненко — «Гибель империи»                                                                                  | ООО «Студия ТриТэ»                                                                     | ООО «Студия ТриТэ»                                |
| Режиссёр телевизионного художественного фильма/сериала  | Николай Досталь — «Штрафбат»                                                                                           | ЗАО «Кинокомпания „МакДос“»                                                            | ГТК «Телеканал „Россия“»                          |
| Режиссёр телевизионного художественного фильма/сериала  | Сергей Снежкин — «Брежнев»                                                                                             | ООО «Продюсерская компания „Слово“»                                                    | ООО «Продюсерская компания „Слово“»               |
| Режиссёр телевизионного документального фильма/сериала  | Михаил Козаков — «Играем Шекспира»                                                                                     | ООО Телекомпания «Плазма-Вижн»                                                         | ОАО «ТВ Центр»                                    |
| Режиссёр телевизионного документального фильма/сериала  | Максим Иванников — «Кремль-9». «Дорогой Никита Сергеевич»                                                              | ЗАО «Телекомпания „Останкино“»                                                         | ЗАО «Телекомпания „Останкино“»                    |
| Режиссёр телевизионного документального фильма/сериала  | Александр Иванкин — «От любви до ненависти. Уинстон Черчилль»                                                          | ООО «Караван — Арт»                                                                    | ГТК «Телеканал „Россия“»                          |
| Режиссёр телевизионной программы                        | Кирилл Пухонто — «Последний герой. Супер игра»                                                                         | ЗАО «Телекомпания ВИD»                                                                 | ОАО «Первый канал»                                |
| Режиссёр телевизионной программы                        | Игорь Морозов — «Новогодний голубой огонёк на Шаболовке»                                                               | ГТК «Телеканал „Россия“»                                                               | ГТК «Телеканал „Россия“»                          |
| Режиссёр телевизионной программы                        | Елена Немых — «Рождение Победы»                                                                                        | ОАО «Телекомпания НТВ»                                                                 | ОАО «Телекомпания НТВ»                            |
| Оператор телевизионного художественного фильма/сериала  | Илья Дёмин — «Гибель империи»                                                                                          | ООО «Студия ТриТэ»                                                                     | ОАО «Первый канал»                                |
| Оператор телевизионного художественного фильма/сериала  | Алексей Родионов — «Штрафбат»                                                                                          | ЗАО «Кинокомпания „МакДос“»                                                            | ЗАО «Кинокомпания „МакДос“»                       |
| Оператор телевизионного художественного фильма/сериала  | Шандор Беркеши — «Дети Арбата»                                                                                         | ООО «Новый русский сериал», ОАО «АРК-фильм»                                            | ООО «Новый русский сериал»                        |
| Оператор телевизионного документального фильма/сериала  | Юрий Назаров — «А. Шнитке. Дух дышит, где хочет…»                                                                      | АНО «Телекомпания „Вектор — Русь“» по заказу ГТРК «Культура»                           | ГТРК «Культура»                                   |
| Оператор телевизионного документального фильма/сериала  | Алексей Матюшкин — «Острова из безмолвия. Смерть с открытой датой»                                                     | ОАО «Первый канал» — дирекция документального кино                                     | ОАО «Первый канал»                                |
| Оператор телевизионного документального фильма/сериала  | Андрей Квардаков — «Четыре солдатские медали»                                                                          | ООО «Опал — Медиа»                                                                     | ГТК «Телеканал „Россия“»                          |
| Оператор телевизионной программы                        | Алексей Сеченов — «Новогодняя ночь на „Первом“»                                                                        | ОАО «Первый канал» — дирекция музыкального вещания                                     | ОАО «Первый канал»                                |
| Оператор телевизионной программы                        | Вячеслав Красаков — «Подводный мир Андрея Макаревича». «Подводный микрокосмос Индонезии»                               | Телекомпания «Телеателье — М»                                                          | Телекомпания «Телеателье — М»                     |
| Оператор телевизионной программы                        | Алексей Ганнушкин — «Последний герой. Супер игра»                                                                      | ЗАО «Телекомпания ВИD»                                                                 | ЗАО «Телекомпания ВИD»                            |

### Категория «Лица»
Победители указаны первыми и выделены отдельным цветом 
| Номинации                                                   | Победители и финалисты                                               | Производитель                                                                          | Представляющая организация                            |
| ----------------------------------------------------------- | -------------------------------------------------------------------- | -------------------------------------------------------------------------------------- | ----------------------------------------------------- |
| Информационная программа                                    | «Сегодня в 22.00»                                                    | ОАО «Телекомпания НТВ»                                                                 | ОАО «Телекомпания НТВ»                                |
| Информационная программа                                    | «Вести-Москва»                                                       | ГТК «Телеканал „Россия“» — дирекция информационных программ                            | ГТК «Телеканал „Россия“»                              |
| Информационная программа                                    | «Час Пик»                                                            | ТРК ТВ-2, г. Томск                                                                     | ТРК ТВ-2, г. Томск                                    |
| Ведущий информационной программы                            | Мария Ситтель — «Вести»                                              | ГТК «Телеканал „Россия“» — дирекция информационных программ                            | ГТК «Телеканал „Россия“»                              |
| Ведущий информационной программы                            | Андрей Норкин — «Сейчас в России»                                    | Телекомпания «Эхо»                                                                     | ЗАО «Эхо Москвы»                                      |
| Ведущий информационной программы                            | Алексей Пивоваров — «Сегодня в 22:00»                                | ОАО «Телекомпания НТВ»                                                                 | ОАО «Телекомпания НТВ»                                |
| Ведущий информационно-аналитической программы               | Владимир Познер — «Времена»                                          | ОАО «Студия Фониной»                                                                   | ОАО «Первый канал»                                    |
| Ведущий информационно-аналитической программы               | Александр Архангельский — «Тем временем» с Александром Архангельским | ООО «Продюсерская компания „Центр телевизионного искусства“» по заказу ГТРК «Культура» | ГТРК «Культура»                                       |
| Ведущий информационно-аналитической программы               | Сергей Брилёв — «Вести недели»                                       | ГТК «Телеканал „Россия“» — дирекция информационных программ                            | ГТК «Телеканал „Россия“»                              |
| Интервьюер                                                  | Владимир Соловьёв — «Воскресный вечер»                               | ФГУП «Телевизионный технический центр „Останкино“»                                     | ОАО «Телекомпания НТВ»                                |
| Интервьюер                                                  | Евгений Енин — «Стенд»                                               | ООО «Телекомпания „Четвёртый канал“», г. Екатеринбург                                  | ООО «Телекомпания „Четвёртый канал“», г. Екатеринбург |
| Интервьюер                                                  | Юлия Мучник — «Час Пик. Суббота»                                     | ТРК ТВ-2, г. Томск                                                                     | ТРК ТВ-2, г. Томск                                    |
| Репортёр                                                    | Вадим Такменёв — «Профессия — репортёр». «Зашкеренные в океане»      | ОАО «Телекомпания НТВ»                                                                 | ОАО «Телекомпания НТВ»                                |
| Репортёр                                                    | Андрей Кондрашов — «Вести недели»                                    | ГТК «Телеканал „Россия“» — дирекция информационных программ                            | ГТК «Телеканал „Россия“»                              |
| Репортёр                                                    | Алёна Рогозина — «Зимник на Омолон»                                  | АНО «Информационное агентство „Чукотка“», г. Анадырь, совместно с телеканалом «Россия» | АНО «Информационное агентство „Чукотка“», г. Анадырь  |
| Журналистское расследование                                 | «Специальный корреспондент». «Ловцы душ»                             | ГТК «Телеканал „Россия“» — дирекция информационных программ                            | ГТК «Телеканал „Россия“»                              |
| Журналистское расследование                                 | «„Тени“ государственной важности»                                    | ЗАО «Телекомпания „РЕН ТВ“»                                                            | ЗАО «Телекомпания „РЕН ТВ“»                           |
| Журналистское расследование                                 | «Будни». «Вологжин»                                                  | ОАО «ТВК — 6 канал», г. Красноярск                                                     | ОАО «ТВК — 6 канал», г. Красноярск                    |
| Ток-шоу                                                     | «Основной инстинкт»                                                  | ОАО «Первый канал» — студия спецпроектов                                               | ОАО «Первый канал»                                    |
| Ток-шоу                                                     | «Культурная революция»                                               | ООО «Продюсерский Центр „Игра-ТВ“»                                                     | ООО «Продюсерский Центр „Игра-ТВ“»                    |
| Ток-шоу                                                     | «К барьеру!»                                                         | ОАО «Телекомпания НТВ»                                                                 | ОАО «Телекомпания НТВ»                                |
| Ведущий развлекательной программы                           | Андрей Малахов — «Пять вечеров с Андреем Малаховым»                  | ООО «Продюсерский Центр „Новая Компания“»                                              | ОАО «Первый канал»                                    |
| Ведущий развлекательной программы                           | Тимур Кизяков — «Пока все дома»                                      | ООО «Телепроект „Класс!“»                                                              | ООО «Телепроект „Класс!“»                             |
| Ведущий развлекательной программы                           | Алексей Лысенков — «Сам себе режиссёр»                               | Студия «2В»                                                                            | Студия «2В»                                           |
| Ведущий телевизионной игры                                  | Пётр Кулешов — «Своя игра»                                           | Студия «2В»                                                                            | ОАО «Телекомпания НТВ»                                |
| Ведущий телевизионной игры                                  | Максим Галкин — «Кто хочет стать миллионером?»                       | ООО «Весткот Медиа»                                                                    | ОАО «Первый канал»                                    |
| Ведущий телевизионной игры                                  | Виктор Кряковцев — «За семью печатями»                               | ООО «Телепроект „Класс!“» по заказу ГТРК «Культура»                                    | ГТРК «Культура»                                       |
| Телевизионный художественный фильм, мини-сериал             | «Брежнев»                                                            | ООО «Продюсерская компания „Слово“»                                                    | ООО «Продюсерская компания „Слово“»                   |
| Телевизионный художественный фильм, мини-сериал             | «Последний бой майора Пугачёва»                                      | ЗАО «НТВ-Кино»                                                                         | ЗАО «НТВ-Кино»                                        |
| Телевизионный художественный фильм, мини-сериал             | «Диверсант»                                                          | ООО «Продюсерская компания „Слово“»                                                    | ОАО «Первый канал»                                    |
| Телевизионный художественный сериал                         | «Штрафбат»                                                           | ЗАО «Кинокомпания „МакДос“»                                                            | ГТК «Телеканал „Россия“»                              |
| Телевизионный художественный сериал                         | «Дети Арбата»                                                        | ООО «Новый русский сериал», ОАО «АРК-фильм»                                            | ООО «Новый русский сериал»                            |
| Телевизионный художественный сериал                         | «Гибель империи»                                                     | ООО «Студия ТриТэ»                                                                     | ОАО «Первый канал»                                    |
| Исполнитель мужской роли в телевизионном фильме/сериале     | Сергей Шакуров — «Брежнев»                                           | ООО «Продюсерская компания „Слово“»                                                    | ОАО «Первый канал»                                    |
| Исполнитель мужской роли в телевизионном фильме/сериале     | Михаил Козаков — «Таиров»                                            | ЗАО «Талисман»                                                                         | ОАО «ТВ Центр»                                        |
| Исполнитель мужской роли в телевизионном фильме/сериале     | Алексей Серебряков — «Штрафбат»                                      | ЗАО «Кинокомпания „МакДос“»                                                            | ГТК «Телеканал „Россия“»                              |
| Исполнительница женской роли в телевизионном фильме/сериале | Анастасия Заворотнюк — «Моя прекрасная няня»                         | ЗАО «Амедиа»                                                                           | ЗАО «СТС»                                             |
| Исполнительница женской роли в телевизионном фильме/сериале | Инна Чурикова — «Винтовая лестница»                                  | ООО «Студия „Панорама“» по заказу ОАО «Телекомпания НТВ»                               | ОАО «Телекомпания НТВ»                                |
| Исполнительница женской роли в телевизионном фильме/сериале | Светлана Крючкова — «Брежнев»                                        | ООО «Продюсерская компания „Слово“»                                                    | ООО «Продюсерская компания „Слово“»                   |
| «За личный вклад в развитие российского телевидения»        | Ирена Стефановна Лесневская                                          |                                                                                        |                                                       |
| «За личный вклад в развитие российского телевидения»        | Лев Николаевич Николаев                                              |                                                                                        |                                                       |
| Специальный приз Академии Российского телевидения           | Телеканал «Культура»                                                 |                                                                                        |                                                       |

## Критика
Журналист радиостанции «Свобода» Елена Рыковцева так отзывается об победе Андрея Малахова:
…на прошедшей [в 2005 году] церемонии ТЭФИ Андрей Малахов получил этот приз признания Академии. Получил за своё шоу «Пять вечеров» — милое, взвешенное, и даже становящееся серьёзным шоу, получил заслуженно. <…> Сегодня, однако, Малахов и у широкой публики, и у телевизионных критиков ассоциируется в первую голову с передачей «Пусть говорят». Она попирает любые, самые рудиментарные представления о морали. Так что вручение «ТЭФИ» Малахову невольно воспринимается как признание пошлости…
Аналогичное мнение высказывается и на страницах газеты «Известия» от 21 ноября 2005 года.